# 川紋笛鯛
川紋笛鯛（学名：Lutjanus sebae），又稱千年笛鯛，为笛鲷目笛鲷科的一种硬骨鱼，主要分布于印度洋-太平洋海域。该鱼身体呈椭圆形，头部上半部分倾斜，幼年个体为白色，体侧有三条明显的黑色条纹，而年长个体则几乎通体粉色或红色。川纹笛鲷主要栖息于珊瑚礁或周围的开阔海床，以小鱼、甲壳类为食，全年均会繁殖，幼鱼会栖息于海胆、蓑鲉等生物附近躲避天敌。该鱼是经济价值颇高的食用鱼，有成熟的水产养殖产业，可以多种方式烹调，而幼鱼则因体色炫丽可作为观赏鱼。

## 物种命名
川纹笛鲷由法国博物学家乔治·居维叶于1816年在他的著作动物界综论中正式描述。其属名“Lutjanus”源自于印尼当地对笛鲷的称呼“Lutjang”，而种加词“sebae”则是对荷兰博物学家阿尔伯图斯·西贝的致敬。他曾编纂一部关于印度洋-太平洋海域动物的精美索引典，其中包含有川纹笛鲷的插画。其中文俗名“川纹笛鲷”来自于幼鱼身上形似川字的三条黑色条纹。该鱼的其他俗称包括嗑頭、白點赤海、千年鲷、儋州红、打铁婆、厚唇仔、番仔加志。

## 外貌描述

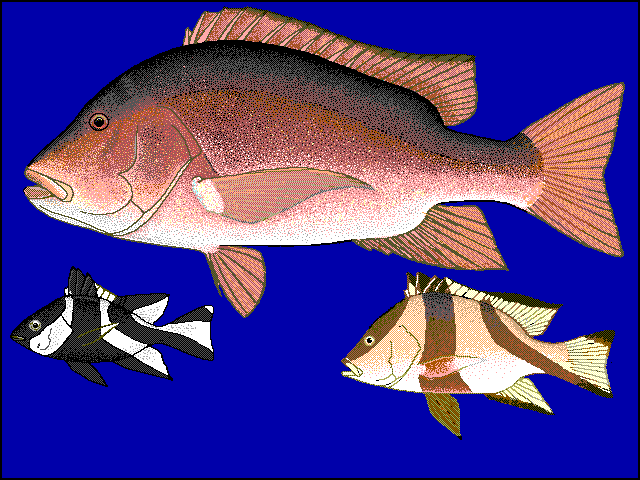
川纹笛鲷的插画，其中上方为成鱼，左下方为幼鱼，右下方为亚成鱼，其不同阶段体色差异巨大

川纹笛鲷大致呈椭圆形，体高，头部上半部分倾斜。其唇厚，上颌前端有2-4颗锋利犬齿，后方其余牙齿呈绒毛状，下颚则有一列较细的尖齿，鳃内有16-17根鳃耙。该鱼胸鳍较长，末端可延伸至臀鳍前端，尾鳍略有分叉。其背鳍有棘刺11根与鳍条16根，臀鳍则有棘刺3根与10根鳍条，其中鳍条均带有尖头。亚成体川纹笛鲷为白色，身体上有三条极宽黑带：第一条位于眼眶周围，第二条位于背鳍中部，第三条位于尾鳍根部。其体色会随成长逐渐转变为纯红色或粉色。该鱼体长可达116厘米。

## 分布
川纹笛鲷广泛分布于印度洋-太平洋海域。其分布范围西至东非沿岸与红海，东至新喀里多尼亚，北至日本南部，南至澳大利亚新南威尔士。此外，曾有一条亚成年个体被夏威夷欧胡岛韦米亚湾的捕蟹笼捕获，可能是源自日本沿岸的离群个体或是逃逸的观赏鱼

## 生态与习性

### 栖息地

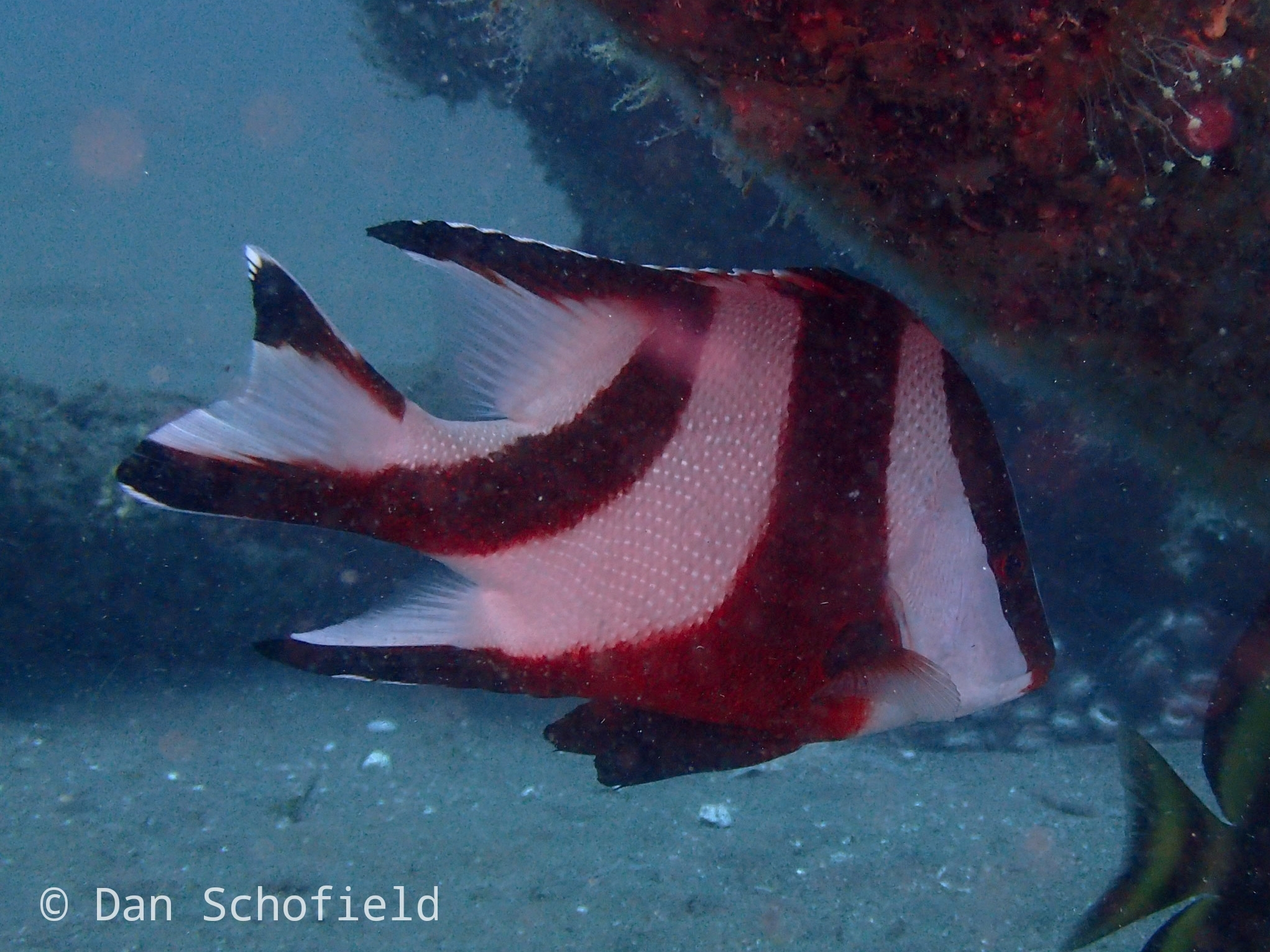
珊瑚礁上的川纹笛鲷

川纹笛鲷主要栖息于各类珊瑚礁上，亦会出没于周围的开阔海床，最深可达180米。一般而言，较大的个体会栖息更深的水域。此外，该鱼常与赤鳍笛鲷和马拉巴笛鲷混群出没。

### 食性
川纹笛鲷为肉食鱼类，其主要猎物为金线鱼、须鲷、合齿鱼、天竺鲷等小型鱼类以及梭子蟹、卧蜘蛛蟹和蝦蛄等甲壳类。

### 生命周期

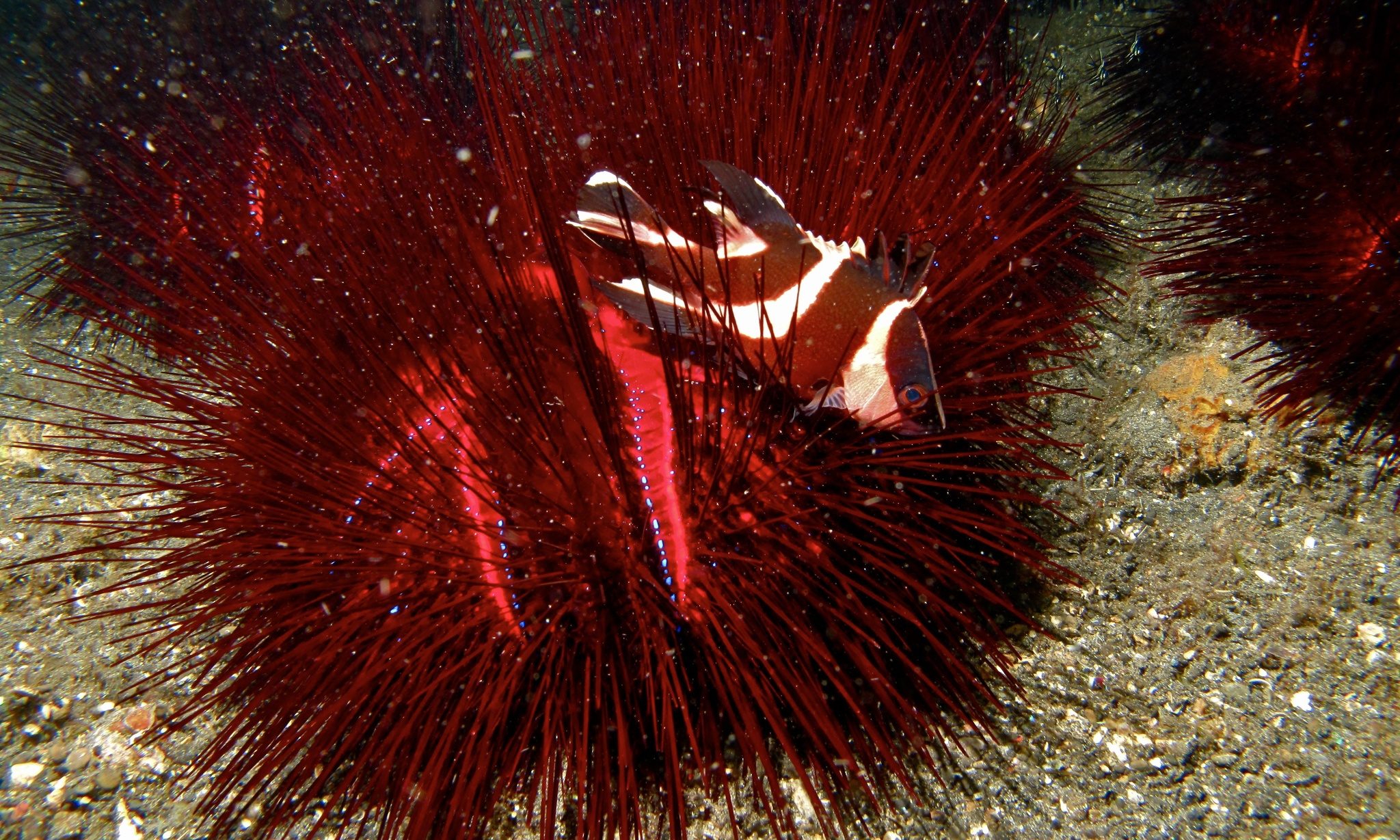
躲藏于海胆棘刺中的幼年川纹笛鲷

川纹笛鲷全年均可繁殖。在繁殖时，雌鱼会螺旋上升至水面附近并将卵子洒入水中，雄鱼则紧随其后并洒下精子。受精卵会在海水中漂流22—24小时后孵化。幼年川纹笛鲷会藏身于海胆的棘刺中以躲避天敌，或是与有毒且体色相近的蓑鲉伴游以迷惑潜在的掠食者。该鱼通常在7-8岁时性成熟，寿命至少为43岁。

## 经济利用

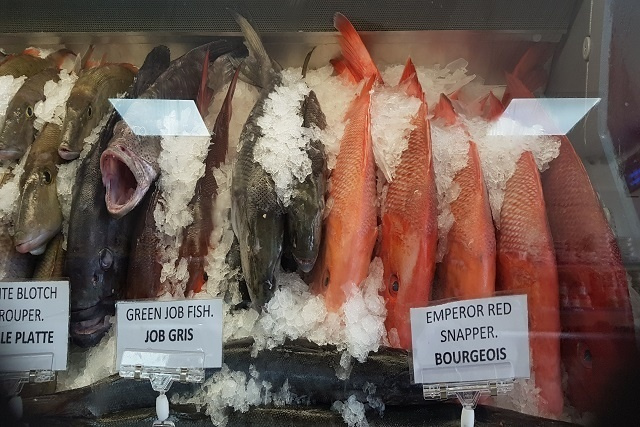
塞舌尔鱼市上出售的川纹笛鲷

川纹笛鲷肉质鲜美，食用价值高。其病害较少、生长速度快，因此有相当成熟的水产养殖，而针对野生个体的商业捕捞则多使用拖网或鱼梁。该鱼可煎、煮、红烧，也可制成鱼干。然而，较大的川纹笛鲷体内可能会蓄积有雪卡毒素。此外，川纹笛鲷的幼鱼体色炫丽，因此可作为观赏鱼。

## 种群保育
川纹笛鲷分布广泛，种群数量庞大。虽在部分海域面临过度捕捞，但其分布范围内大部分海域渔业活动并不频繁，因此该鱼被IUCN评为“无危”。在澳大利亚，渔民必须放生所有体长小于55厘米的川纹笛鲷。然而由于该鱼对压力变化极其敏感，被放生的个体死亡率相当高，因此有学者认为此类保育政策对川纹笛鲷效果不佳。